# Dortmannhof

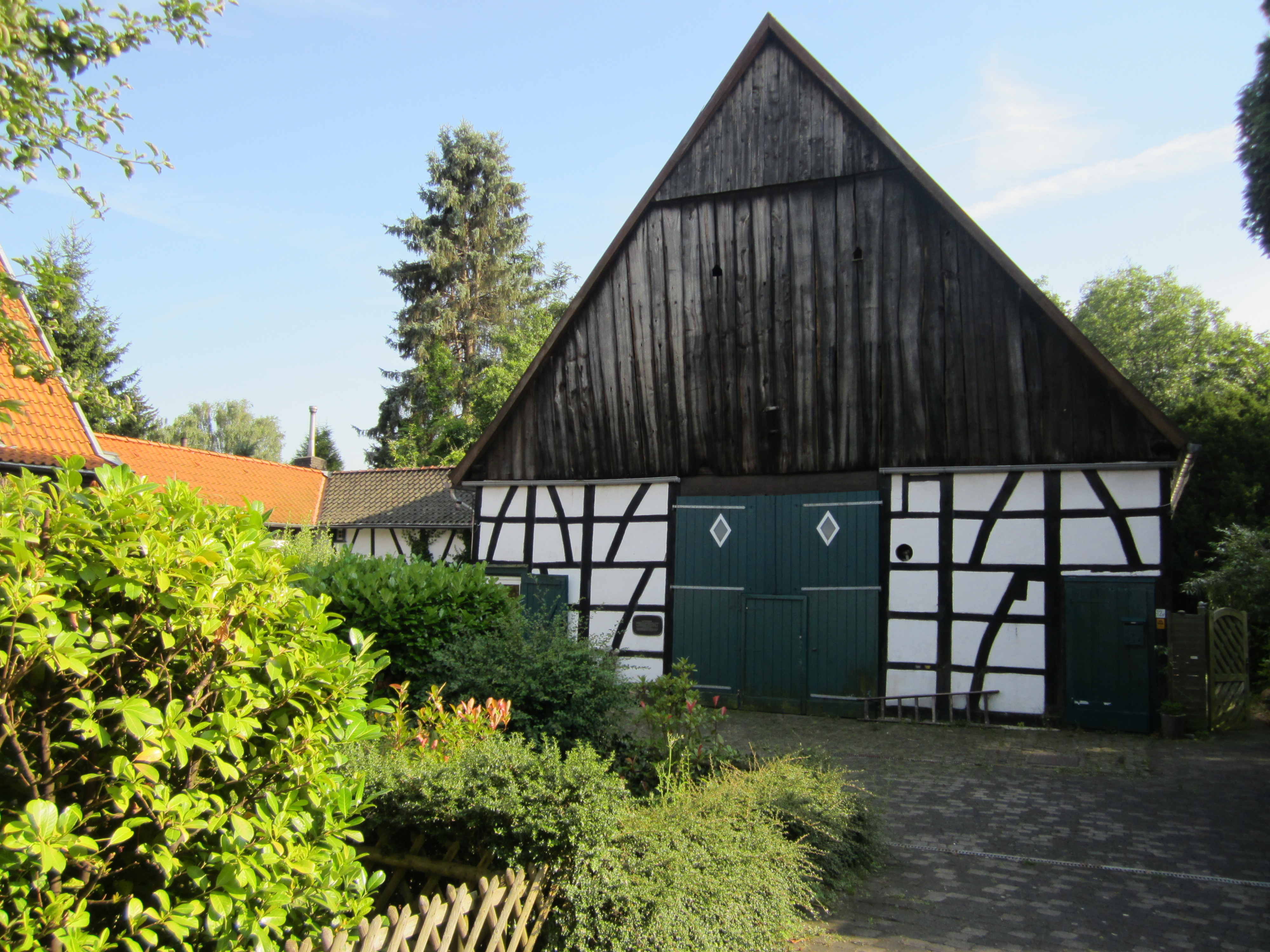
Dortmannhof

Der Dortmannhof ist ein unter Denkmalschutz stehender Bauernhof in Essen-Katernberg.
Bereits 1552 wird Dortmann urkundlich erwähnt als Behandigungsgut des Stiftes Essen mit den damals dort aufsitzenden Eheleuten Heinrich und Grete Dortmann. Das heute noch weitgehend im Originalgrundriss erhaltene Hofgebäude stammt von 1791 und wurde – laut Inschrift – von Johannes Fielippus Dortmann und Anna Maria Droste erbaut. 
Zwar wurde dieser Hof ähnlich wie der Hegemannshof und der Ottekampshof von der Zeche Zollverein aufgekauft, dann aber nicht mit Arbeitersiedlungen bebaut, sondern weiter als Bauernhof verpachtet. 
Das Hofgebäude ist als niederdeutsches Hallenhaus mit Wohnung und Stallungen unter einem Dach errichtet worden, im Wohnteil mit einer zentralen Diele mit der Treppe in das Obergeschoss. Das Fachwerk ist aus kräftigen und oft geschosshohen Balken aufgebaut, teilweise auch in X-Form angeordnet oder mit Inschriften versehen. Der Wirtschaftstrakt an der Ostseite stammt aus dem 19. Jahrhundert. 